# 寛谷駅
寛谷駅（관곡역、クァンゴクえき）は、朝鮮民主主義人民共和国羅先特別市羅津区域に位置する朝鮮民主主義人民共和国鉄道省咸北線の鉄道駅である。

## 歴史
- 1935年11月1日：開業[1]。

## 隣の駅
朝鮮民主主義人民共和国鉄道省
咸北線
先鋒駅 - 寛谷駅 - 雄羅駅